# Enrique Macaya Márquez
Enrique Manuel Macaya Márquez (Buenos Aires, 20 de noviembre de 1934) es un periodista deportivo y comentarista argentino. A lo largo de su carrera ha cubierto diecisiete copas del mundo, desde Suecia 1958 hasta la más reciente, Catar 2022. La FIFA distinguió oficialmente a Enrique Macaya Márquez por establecer el Récord de coberturas de Mundiales con 17 consecutivos y siendo el periodista que más copas del mundo ha cubierto en todo el mundo. También fue relator de peleas de Boxeo Internacional siguiendo la campaña de Carlos Monzón a través de Canal 7 Argentina.

## Biografía
Nació en Buenos Aires y desde muy temprana edad comenzó a trabajar. Ya a los ocho años repartía diarios en el barrio porteño de Flores y a los quince era cadete en Radio Rivadavia, donde llegó a ser gerente comercial y también interventor de la filial que la emisora tenía en la provincia de Córdoba. En 1950, según su currículum, se integró en el plantel de periodistas de la radio y, poco después, en el equipo del programa Rumbo al estadio. Durante varios años ejerció ambas actividades. En el periodismo dice que es autodidacta, aunque admite: «Les he robado un poquito a cada uno de los grandes valores, pero la última opinión siempre la conformé yo».[cita requerida]
Ha asistido como periodista a diecisiete Copas Mundiales de Fútbol, siendo la primera el Mundial de Suecia 1958: «La FIFA me envió un reconocimiento especial por eso. Soy el único argentino y el primero en el mundo en actividad..., aunque habla de mi vejez más que de mis conocimientos», bromea.[cita requerida]
En su profesión de comentarista pasó por varias emisoras: Radio 10, Belgrano, Radio Continental, Rivadavia (con José María Muñoz), Mitre, La Red, Radio del Plata. Más cerca del anecdotario personal que de la literatura, en 1996, publicó el libro Mi visión del fútbol. En medios gráficos colaboró en las revistas Noticias, El Gráfico y Súper Fútbol, y en los diarios Perfil, Página/12 y La Nación.
En 1966 pasó a la televisión, realizando trasmisiones en Canal 7 junto con Horacio García Blanco. Transmitían la divisional Primera B del fútbol argentino los sábados por la tarde. Para el Mundial de Inglaterra de 1966, condujo un programa emitido en Radio El Mundo, transmitido en vivo para Argentina.
Desde fines de los setenta hasta mediados de 1985, comentaba para ATC un partido de primera división que para Capital Federal y GBA iba en diferido, mientras que para el resto de Argentina iba en directo. Los relatores fueron Héctor Drazer y Mauro Viale. Condujo Fútbol de primera por ATC (1985-1989), Canal 9 (1989-1992) y El Trece (1992, con Marcelo Araujo pseudónimo de Lázaro Jaime Silberman, el uruguayo Walter Nelson Elbio Meloni y Sebastián Vignolo hasta su última emisión a fines de 2009). Durante la Copa Mundial de Fútbol de 2010, transmitió para Fox Sports y escribió artículos para el diario Clarín. Participó en el programa 90 minutos de fútbol, de Fox Sports, los días lunes y viernes.En el periodo 2013-2016, formó parte de TyC Sports, donde fue panelista de Indirecto.
En agosto de 2013, la Legislatura de la Ciudad Autónoma de Buenos Aires lo declaró «Personalidad Destacada del Periodismo Deportivo de la Ciudad de Buenos Aires».
Comentó los partidos de la selección argentina en el Mundial de Brasil 2014, junto con Walter Nelson, y también distintos partidos de otros seleccionados.
En 2016 se sumó a DirecTV Sports, donde trabaja actualmente en el programa Al mediodía se habla así. Entre 2019 y 2021, condujo Aquí esta el fútbol en El Nueve.
En 2020 participó como uno de los conductores invitados del programa homenaje 100 años de radio, emitido por Radio Nacional y todas la radios del país.
En 2022 formó parte de la cobertura de la Copa Mundial de Fútbol de 2022 para DeporTV y DSports. A finales de noviembre de ese mismo año, la FIFA lo distinguió por su ardua carrera como periodista destacando el récord de cubrir 17 mundiales ininterrumpidos desde Suecia 1958 hasta Catar 2022.

## Vida personal
Vive en Floresta. Tiene dos hijos, Andrea y Gabriel Macaya, y cinco nietos: Ornella, Giuliana, Fabrizio, Yago y Siena. Escucha jazz clásico y tango, y admite que le gustaría «crear con la música». Es ávido lector. Se casó con su esposa Noemí Fernández en el año 1960, la cual falleció el 7 de febrero de 2016.

## Coberturas históricas
- Suecia 1958
- Chile 1962
- Inglaterra 1966
- México 1970
- Alemania Federal 1974
- Argentina 1978
- España 1982
- México 1986
- Italia 1990
- Estados Unidos 1994
- Francia 1998
- Corea del Sur y Japón 2002
- Alemania 2006
- Sudáfrica 2010
- Brasil 2014
- Rusia 2018
- Catar 2022

## Premios y nominaciones
| Año  | Premios                         | Categoría                       | Programa                  | Resultado |
| ---- | ------------------------------- | ------------------------------- | ------------------------- | --------- |
| 1987 | Premios Martín Fierro           | Mejor programa deportivo        | Fútbol de primera         | Ganador   |
| 1987 | Premio Konex, diploma al mérito | Deportivo audiovisual           | Trayectoria última década | Ganador   |
| 1997 | Premio Konex de Platino         | Deportivo audiovisual           | Trayectoria última década | Ganador   |
| 2002 | Premios Martín Fierro           | Mejor programa deportivo        | Fútbol de primera         | Ganador   |
| 2003 | Premios Martín Fierro           | Mejor programa deportivo        | Fútbol de primera         | Ganador   |
| 2004 | Premios Martín Fierro           | Mejor programa deportivo        | Fútbol de primera         | Ganador   |
| 2005 | Premios Martín Fierro           | Mejor programa deportivo        | Fútbol de primera         | ganador   |
| 2024 | Premios Martín Fierro           | Reconocimiento a la trayectoria | Trayectoria en la radio   | Ganador   |